# Théorème du point fixe de Browder
Ne doit pas être confondu avec Théorème du point fixe de Brouwer ou Théorème de Browder-Minty.
En mathématiques, le théorème du point fixe de Browder, démontré indépendamment en 1965 par Felix Browder et William Arthur Kirk (en), fait partie de la grande famille des théorèmes de point fixe, dans le cas particulier des espaces de Banach uniformément convexes avec une hypothèse sur l'application moins forte que le théorème du point fixe de Banach ou avec une hypothèse sur la partie stable moins forte que le théorème du point fixe de Schauder.

## Énoncé hilbertien
Théorème — Dans un espace de Hilbert, si K est un convexe fermé borné non vide, alors toute application non expansive de K dans lui-même admet un point fixe.

## Énoncé banachique
Théorème — Dans un espace de Banach uniformément convexe, si K est un convexe fermé borné non vide, alors toute application non expansive de K dans lui-même admet un point fixe.

## Remarques
- Tout espace de Hilbert est de Banach et uniformément convexe.
- Ce résultat ne peut pas s'étendre aux espaces de Banach quelconques[2].
- Ne pas confondre ce théorème avec le célèbre théorème du point fixe de Brouwer, ni avec le théorème de Browder-Minty, démontré indépendamment en 1963 par Felix Browder et George Minty (de)[4],[5].